# Brokpetrell

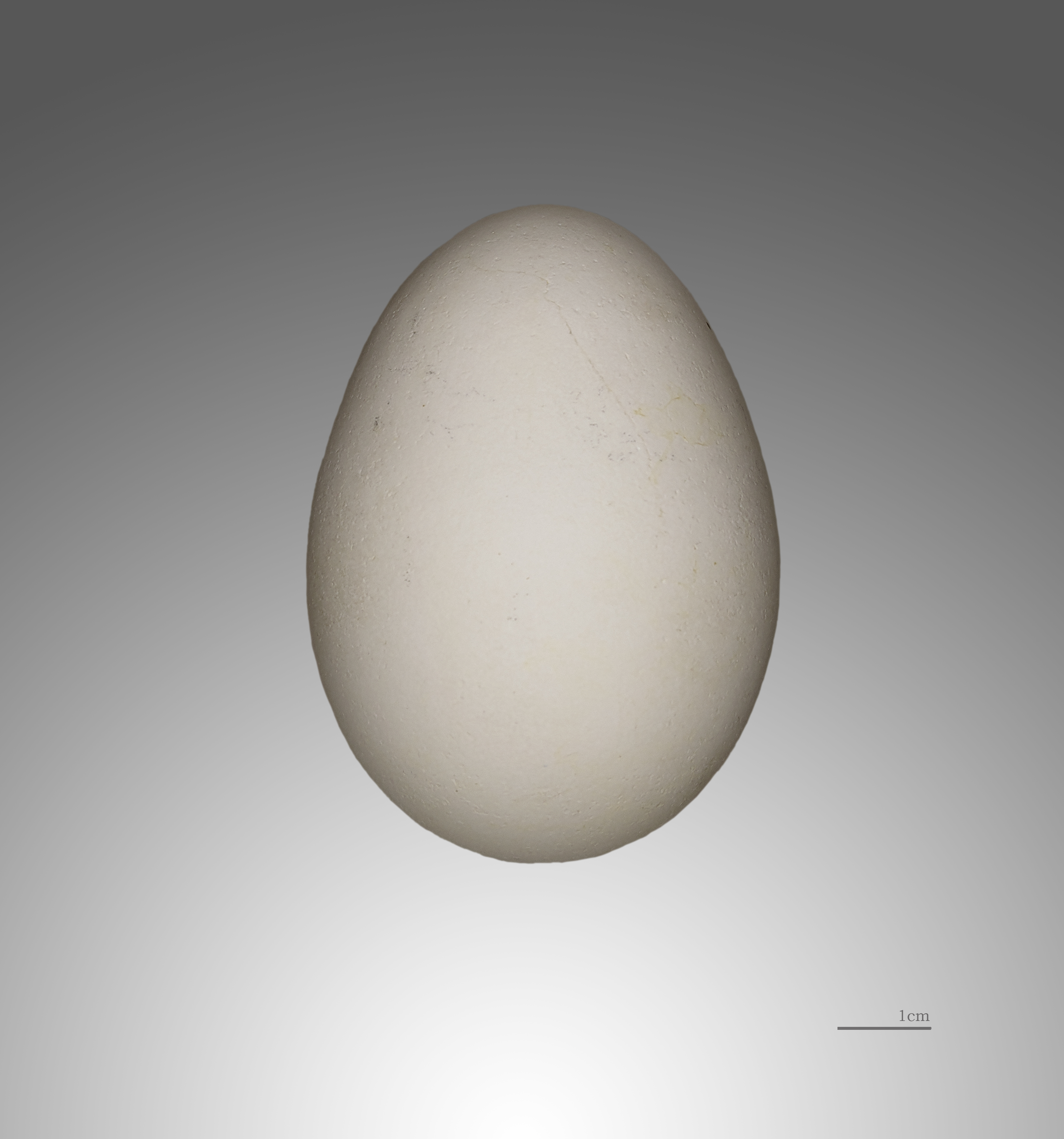
Daption capense

Brokpetrell (Daption capense) är ensam art i sitt släkte Daption inom ordningen  stormfåglar (Procellariiformes) och är en vanlig havsfågel i antarktiska oceanen.

## Utseende
Brokpetrellen är en medelstor medlem i familjen liror som har ett distinkt utseende med en svart och vitfärgad fjäderdräkt. Könen är lika. Den har ett helsvart huvud, hals och mantel. Buken och bröstet är vitt, undersidan av vingen är vit med svarta kanter, ovansidan av vingen och ryggen är spräckligt svartvita med två lite större vita runda fält och svarta vingspetsar. Ovansidan av stjärten och övergumpen är vita med svarta prickar och den har ett brett svart ändband på stjärten. Denna iögonfallande teckning är den ensam om inom sin familj. Den har svarta fötter och svart näbb.

## Systematik och utbredning
Tillsammans med jättestormfåglarna (Macronectes), de båda stormfåglarna (Fulmarus) , ispetrell (Pagodroma nivea) och antarktispetrell (Thalassoica antarctica) bildar den en undergrupp inom familjen liror (Procellariidae). Undergruppen skiftar vad gäller biotopval och utseende men är morfologiskt sammankopplade då de har liknande skallform där de långa rörformiga näsöppningarna är distinkta. Typexemplaret för arten samlades in på Godahoppsudden.
Den häckar på ett flertal öar kring Antarktis och på subantarktiska öar. Ett fåtal par häckar så långt norrut som på ett antal av Nya Zeelands subantarktiska öar. Majoriteten häckar dock längre söderut och artens starkaste fäste återfinns på den Antarktiska halvön och på öarna i Scotiahavet. De häckar även på det antarktiska fastlandet, och även i Sydgeorgien, Ballenyöarna och på Kerguelen. 
Brokpetrell delas upp i två underarter med följande utbredning:
- Daption capense capense – nominatformen häckar i merparten av utbredningsområdet.
- Daption capense australe (Mathews, 1913) – häckar på Nya Zeelands subantarktiska öar: Snaresöarna, Bountyöarna, Antipodöarna, Aucklandöarna och Campbellöarna och på Chathamöarna.

Brokpetrellen är en flyttfågel som under sommaren födosöker nära iskanten av Antarktis medan den på vintern har ett mycket större utbredningsområde som sträcker sig till Angola, Australien och Ecuador. Arten har vid tre tillfällen observerats i Europa: i Italien september 1964, Gibraltar juni 1979 samt i Norge 5 och 7 maj 2010.

## Ekologi

### Häckning
Fågeln häckar i november till januari i kolonier på steniga klippor eller på stenig mark inte längre än en kilometer från havet. De bygger enkla bon som ofta placeras under ett utskjutande klippblock för skydd. Brokpetrellen lever i monogama förhållande. De lägger ett ägg per häckningssäsong i mitten till slutet av november som ruvas i 41-50 dygn. Båda föräldrar turas om att ruva ägget under ett flertal dagar. De försvarar sitt bo aggressivt och sprutar ut en illaluktande olja som utsöndras från magen mot sina fiender. Största hotet mot äggen och kycklingarna utgörs av labbar. Efter kläckningen värms ungen genom ruvning i ytterligare tio dagar tills det att den är stor nog att själv värmereglera effektivt. Efter skyddsperioden matar båda föräldrar ungen. Ungen blir flygduglig efter ungefär 47-57 dygn.

### Föda
Brokpetrellens föda består till 40% av kräftdjur som den fångar ute till havs, där krill är dess huvudföda. Den äter även fisk, bläckfisk och as. Den fångar sin föda genom att snappa från vattenytan, genom att dyka eller genom att filtrera havsvatten. De följer också fiskefartyg för att äta av fiskrens. Till havs uppträder den mycket aggressivt, både mot sina artfränder som andra.

## Status och hot
Brokpetrellen är en mycket vanlig havsfågel och världspopulationen uppskattas till omkring två miljoner individer. Den anses inte vara hotad och kategoriseras därför som livskraftig (LC) av IUCN.

## Namn
Det vetenskapliga släktnamnet Daption betyder "den lilla slukaren" på grekiska vilket refererar till fågelns glupskhet. Ibland kallas den "pintadopetrell" vilket anspelar på fågelns brokiga fjäderdräkt efter det spanska ordet "pintado" (eng:"painted") vilket betyder "fläckig" eller "spräcklig". Pintado är även ett oavsiktligt anagram av släktnamnet Daption. Förr kallades den för "kapduva".